# Guadalevín
El río Guadalevín es un corto río del sur de la península ibérica que discurre íntegramente por la Serranía de Ronda, al oeste de la provincia de Málaga, España. 
Nace en la Sierra de las Nieves, en el término municipal de Igualeja, y desemboca en el río Guadiaro por lo que pertenece a la demarcación hidrólogica de las cuencas mediterráneas de Andalucía. Casi todo su curso ha sido declarado Zona Especial de Conservación (ZEC).
Su nombre proviene del árabe Wadi-al-Laban («río de leche»).

## Curso
La cabecera más alejada del río Guadalevín se ubica en el parque natural de la Sierra de las Nieves, más concretamente en la cañada del Cuerno, núcleo del pinsapar de Ronda. Más adelante se le une el arroyo de la Fuenfría y recibe otros aportes de la sierra del Oreganal, entre ellos la fuente de Malillo. Desde ese lugar también se denomina río Grande. Después transcurre por la ciudad de Ronda donde esculpe su famoso Tajo y penetra en la meseta de Ronda con el nombre de Guadalevín. En el paraje de La Indiana confluye con el río Guadalcobacín, formado entre otros por el arroyo de la Ventilla, curso de gran vitalidad que perfila una garganta fluvial con una geodiversidad notable en el municipio de Arriate. La unión del Guadalevín y Guadalcobacín marca el punto geográfico donde generalmente se considera que se ubica el nacimiento del río Guadiaro, aunque algunos autores aseveran que sucede unos kilómetros más abajo, cuando desde la cueva del Gato le asiste el río Guadares. 
Desde un punto de vista litológico, el río Guadalevín está constituido por margas yesíferas, areniscas y calizas.

## Flora
La vegetación de la zona se presenta características propias de la geoserie edafohigrófila mesomediterránea inferior y termomediterránea  rondeña, malacitano-almijarense, alpujarreña, almeriense-occidental y manchego-espunense mesótrofa y de la geoserie edafohigrófila termomediterránea gaditano-onubo-algarviense, jerezana y tingitana silicícola.

## Fauna
La fauna característica de la zona es la típica de ribera, siendo de destacar la nutria, el galápago leproso y la boga del Guadiana. También están presentes algunos invertebrados como cangrejos  de  río, odonatos o la araña negra de los  alcornocales,  que es un endemismo del sur de la península ibérica. También especies de peces como la lamprea marina, colmilleja, el barbo  gitano, el cacho malagueño, la anguila; diferentes anfibios como el sapillo pintojo meridional o la subespecie de salamandra que se extiende al sur del Guadalquivir; y aves como el mirlo acuático, martín pescador y varias especies de rapaces.